# Nyctemera propria
Nyctemera propria là một loài bướm đêm thuộc phân họ Arctiinae, họ Erebidae.